# Krzywcze Górne
Krzywcze Górne (ukr. Верхнє Кривче) – dawna wieś, obecnie w granicach wsi Krzywcze na Ukrainie w rejonie czortkowskim obwodu tarnopolskiego. Stanowi wschodnią, rozproszoną część Krzywcz się na wzgórzu, na wschód od centrum wsi.

## Historia
Krzywcze Górne to dawniej samodzielna wieś, która w połowie XIX w. stanowiła odrębną w gminę jednostkową w Bezirk Mielnica Królestwa Galicji i Lodomerii (699 mieszkańców w 1854 roku). Od 1867 w powiecie borszczowskim. Następnie gminę Krzywcze Górne połączono z gminą Krzywcze Miasto (o statusie miasteczka) w jedną gminę o nazwie Krzywcze Górne; w 1883 roku gmina Krzywcze Górne liczyła 2079 mieszkańców – 1360 w Krzywczach Górnych i 719 w Krzywczach-Mieście.
W międzywojniu gmina jednostkowa Krzywcze Górne (obejmująca nadal wieś Krzywcze Górne i miasteczko Krzywcze) w II RP (1768 mieszkańców w 1921 r.). 1 sierpnia 1934 r. w ramach reformy na podstawie ustawy scaleniowej miejscowość została siedzibą nowej zbiorowej gminy Krzywcze Górne w powiecie borszczowskim, gdzie we wrześniu 1934 utworzyła gromadę Krzywcze Górne.
Po II wojnie światowej włączona w struktury ZSRR, gdzie została połączona z Krzywczami Dolnymi w jedną miejscowość Krzywcze.